# Amola del Piano
Amola del Piano (L'Âmla in dialetto bolognese occidentale), nota anche come Amola di Piano, è una frazione di 630 abitanti del comune di San Giovanni in Persiceto, nella città metropolitana di Bologna.

## Storia
Vicino alla frazione scorre un fiume chiamato Scolo Gallego il quale ricorda il nome dei Galli che, probabilmente, si insediarono in questo luogo.
Nella notte tra il 4 e il 5 dicembre 1944 i reparti delle SS tedesche circondarono la frazione di Amola e rastrellarono circa 300 persone. Alcune persone furono rinchiuse nella chiesa di Amola, altre furono trasferite a Sant'Agata Bolognese e fatte sfilare per le strade del paese, sotto le armi dei tedeschi. Il 14 dicembre 1944 alcuni detenuti furono trasferiti a piedi a Sabbiuno del Monte di Paderno, portati su un dirupo, uccisi con un colpo alla nuca e fatti rotolare nei calanchi, in quello che divenne noto come l'Eccidio di Sabbiuno di Paderno. Altri rastrellati ad Amola furono inviati nel campo di concentramento di Bolzano e successivamente in quello di Mauthausen. Il 7 dicembre 1944 ad Amola fu fatto un secondo rastrellamento. Il 18 giugno 1948 i fascisti Rino Mingozzi e Ugo Lambertini furono processati e condannati, rispettivamente a 30 e a 12 anni di carcere, per aver collaborato con i tedeschi nei rastrellamenti di Amola.
Ai caduti di questi eventi è stata intitolata la via "Caduti di Amola" presente a Bologna.

## Monumenti e luoghi d'interesse

### Architetture religiose
Ad Amola è presente la Chiesa di Santa Maria e San Danio di Amola, la cui cappella presenta, nel catino e nella lunetta laterale, pregevoli affreschi di Alessandro Guardassoni del XIX secolo. Il culto di san Danio risale al 1400 d.C. quando egli si trasferì da Bologna ad Amola a causa della vita frenetica che conduceva. San Danio fondò la chiesa di Santa Maria e creò la prima comunità cristiana del luogo. Il 12 maggio di ogni anno le reliquie del santo vengono portate in una piccola processione, nelle campagne di Amola, seguita poi da una festa in suo onore.

## Sport

### Calcio
Il Circolo Arci-Asd Amola Piolino, storico circolo fondato nel 1946 per dare ai propri soci un luogo in cui ritrovarsi, oggi ospita campi sportivi di calcio e calcetto.

## Eventi
Le scosse del terremoto dell'Emilia del 2012 hanno colpito la zona di Amola, rendendo per un certo periodo inagibile la Chiesa di Santa Maria e San Danio, che oggi, perfettamente ristrutturata, é nuovamente aperta al culto.